# Этельред I (король Мерсии)
Этельред I (др.-англ. Æþelred, англ. Æthelred) — король Мерсии в 675 — 704 годах.

## Биография

### Ранние годы
Этельред I — сын Пенды. Беда Достопочтенный называл жену Пенды королеву Киневису, однако не упоминал её детей. Так как никакие другие жены Пенды неизвестны, весьма вероятно, хотя и не бесспорно, что она была матерью Этельреда. Ничего не известно ни о дате рождения, ни о детстве Этельреда. У него были два брата Педа и Вульфхер, и две сестры, Кинебурга и Кинесвита; также возможно, что Меревалх, король Магонсета, был братом Этельреда.
В 675 году, когда умер его брат, Вульфхер, Этельред занял трон в обход своего племянника Кенреда.

### Вторжение в Кент
Этельред стал королём в годы, когда позиции Мерсии заметно пошатнулись. Она не только потеряла влияние в Южной Англии, но вообще стояла перед угрозой лишиться независимости. В 676 году армия Этельреда вторглась в Кент, опустошая страну, оскверняя церкви и монастыри. Был взят и разрушен Рочестер, место пребывания епископа западного Кента. Разрушения Рочестера и его окрестностей были настолько большими, что занимающий должность епископа Путта удалился из своей епархии; назначенный его преемником, Квихельм также бросил владение «из-за его бедности».
Причина нападения Этельреда на Кент не известна, но, возможно, он желал воспрепятствовать королю Кента Хлотхеру восстановить управление Сурреем, который незадолго до этого был причислен Вульфхером в орбиту влияния Мерсии. Может также случиться и так, что Этельред желал отомстить за убийство сыновей Эрменреда Кентского; убийство было спровоцировано Эгбертом I братом Хлотхера, и, возможно, что Этельред был дядей убитых принцев. Третьей причиной могло быть то, что короли Эссекса подталкивали Этельреда на это вторжение, в ответ на недавние попытки Кента получить контроль над восточными саксами. Независимо от причин, Хлотхер был, вероятно, вынужден признать Этельреда своим сюзереном.

### Война с Нортумбрией
В 679 году Этельред возобновил давнюю войну против Нортумбрии. Он встретил войско своего шурина короля Нортумбрии Эгфрита на берегу реки Трент и разбил его. В бою погиб Эльфвин, брат короля Нортумбрии. Согласно Беде его смерть грозила вызвать дальнейшую борьбу между этими двумя королевствами, но вмешался Теодор, архиепископ Кентерберийский: «возлюбленный Богом архиепископ Теодор, уповая на Божью помощь, сумел погасить это великое и губительное пламя своим мудрым советом. В результате между королями и их народами был установлен мир, и за смерть королевского брата не потребовали других жизней, а только обычное денежное возмещение, которое платят за смерть брата королю, обязанному отомстить за него. Так между этими королями и их королевствами на много лет воцарился мир». В результате победы Мерсия вернула себе Линдси. Так был положен конец претензиям Нортумбрии на владычество в Южной Англии.
Между тем, конфликт между королём Эгфритом и епископом Йорка Вилфридом привёл к изганию последнего из Нортумбрии и разделу его обширного диоцеза. После смерти Эгфрида в 685 году, архиепископ Кентерберийский Теодор попытался примирить Вильфрида и нового короля Альдфрита, но в 692 году Вильфрид вновь попал в немилость и отправился в изгнание в Мерсию. Этельред сделал Вильфрида епископом Средней Англии, и поддержал его на синоде в Остерфилде в 702 году, где Вилфрид пытался вернуть свой статус и владения в Нортумбрии, убеждая в своей правоте собрание епископов во главе с архиепископом Бертвальдом Кентерберийским. Поддержка Этельредом Вилфрида втянула его в спор и с Кентербери, и с Нортумбрией, и не совсем ясно, почему Этельред вступился за опального епископа, хотя некоторые из монастырей Вилфрида находились на территории Мерсии.
В правление Этельреда Теодор, архиепископ Кентерберийский, начал существенную перестройку церковного управления в Мерсии. В 675 году он сместил изганного из Йорка Вилфрида с кафедры епископа Личфилда, и за следующие четыре года разделил обширную Мерсию на пять диоцезов: Лестер, Личфилд, Вустер, Дорчестер и Херефорд. Этельред был набожным королём, «более знаменитым за его набожность, чем за тягу к войне», и он сделал несколько земельных пожалований в пользу расширяющейся церкви, включая участки в Тетбери, Лонг-Ньютоне, и Сомерфорд-Кейнсе. Есть также версия, что Этельред имел отношение к основанию аббатства Абингдон в южном Оксфордшире.

### Политическая обстановка в Англии
Две хартии, датированные 681 годом, предоставляющие Этельреду земли около Тетбери на границе между Глостерширом и Уилтширом, доказывают, что влияние Этельреда возможно простиралось и на земли Уэссекса — на большую территорию, чем во времена Вульфхера правившего перед ним. Уэссекс в период правления Кедваллы (приблизительно в 685—688 годах) добился существенного военного преимущества, но после паломничества Кедваллы в Рим, в королевстве, возможно, развернулась внутренняя борьба, в ходе которой, Ине, его преемник, захватил трон. Кедвалла успешно завоевал королевства Сассекс и Кент, но его удаление от власти, возможно, способствовало установлению политического хаоса на юго-востоке на следующие несколько лет. В восточном Кенте королём стал Освин; западной половиной королевства управлял Свефхард, сын Себби, короля Эссекса. Возможно, что Этельред оказывал поддержку как Свефхарду, так и Освину; от каждого из этих королей сохранились хартии, в которых Этельред подтверждает дарение земли, которые они сделали в Кенте, а вторжение Этельреда в Кент в 676 году показывает, что он находился в оппозиции по отношению к традиционному дому кентских королей. Хартия Свефхарда, датированная 691 годом, также интересна, поскольку указывает, что Этельред вторгся в Кент и в этом году; существует предположение, что Этельред намеревался поместить Вильфрида на место архиепископа в Кентербери, но неудачно. Хотя, возможно, Этельред нуждался в помощи Кента в своей борьбе с восточными саксами, которые, возможно, к этому времени были независимы от Мерсии уже в течение десятилетия или более того. Восточные саксы действительно были возвращены в орбиту влияния Мерсии на следующие несколько лет: хартия Этельреда, датированная между 693 и 704 годами годами, предоставляет землю Вилдхера епископу Лондона, а в 704 году Этельред соглашался принять дар, сделанный Свефхардом.
Несмотря на эти свидетельства причастности мерсийцев к делам на юго-востоке, сохранилось очень мало признаков, что у Этельреда были экспансионистские амбиции и на юге, в Уэссексе. Возросшая сила западных саксов при Кедвалле и Ине ограничивала возможности Мерсии в этом направлении. Нортумбрия больше не несла в себе угрозы; после сражения при Тренте она оставалась в границах к северу от реки Хамбера, а в связи с поражением в 685 году от пиктов, вообще перестала представлять опасность. Просто удивительно, что Этельред не воспользовался этой ситуацией, чтобы самому вторгнуться на территорию Нортумбрии. Возможное объяснение состоит в том, что он на тот момент был озабочен войной с уэльсцами. Именно в то время королевство Хвикке прочно вошло в орбиту влияния Мерсии. Последний правитель Хвикке, который носил титул короля, был Осхер; он умер в 685 году, но в середине 670-х годов он испрашивал согласия Этельреда на свои полномочия, и последний расценивал его как зависимого от себя короля. Новые доказательства причастности Этельреда к делам Хвикке вытекают из хартии, в которой он предоставляет землю для церкви в Глостершире, на территории Хвикке; хартия, дошедшая до нас, является более поздней подделкой, но, как кажется, основана на более раннем подлинном источнике.

### Убийство Остриты и удаление Этельреда в монастырь
В 697 году была убита королева Острита, жена Этельреда. Согласно Беде убийцами были «свои, то есть мерсийские, знатные люди», но он не раскрывает причины убийства. Рассказывая об убийстве Остриты, Беда упоминает убийство Педы, сорока годами ранее, отравленного своей собственной женой. Женой Педы была Эльфлид, сестра Остриты. Следовательно убийство Остриты, возможно, было местью за убийство Педы. Острита была похоронена в монастыре Бардни в провинции Линдсей (ныне Бардни в Линкольншире), где покоились кости её дяди Освальда Нортумбрийского, ранее помещённые туда самой Остритой. Так как это преступление осталось безнаказанным со стороны её супруга, это дало повод сомневаться, не сам ли король был тому виною. Как бы то ни было, король, в 704 году возымев отвращение к мирскому житию, уступил корону своему племяннику Кенреду, а сам постригся в монахи в Барднейском монастыре, где стал впоследствии аббатом. Кажется, что Этельред продолжал иметь влияние в своём королевстве и после отречения: Стефан-Эдда в житие Св. Вилфрида рассказывает, как Этельред вызвал к себе Кенреда и повелел ему помириться с Вилфридом. Дата смерти Этельреда не засвидетельствована; хотя известно, что он был похоронен в Бардни. Этельред и Острита позже почитались в Бардни, как святые.

### Семья
Этельред был женат на дочери короля Нортумбрии Освиу Острите. Дата этого брака не зафиксирована, но он точно состоялся раньше 679 года, так как Беда в своём описании сражения у Трента, происшедшем в этом году, уже упоминает Остриту как жену Этельреда.
У Этельреда был по крайней мере один сын Кеолред. Средневековая Хроника Эвешемского Аббатства утверждает, что этот Кеолред не был сыном Остриты, хотя и не называет имя его матери. Кеолред занял трон в 709 году, после того, как Кенред оставил престол, чтобы совершить паломничество в Рим. Одна из версий списков королей Мерсии называет короля по имени Кеолвальд, правящего после Кеолреда, и, возможно, что этот Кеолвальд (если он существовал) был также сыном Этельреда.